# Licaria crassifolia
Licaria crassifolia là loài thực vật có hoa trong họ Nguyệt quế. Loài này được (Poir.) P.L.R. de Moraes mô tả khoa học đầu tiên năm 2008.